# Verbandsgemeinde Guntersblum
La comunità amministrativa di Guntersblum (Verbandsgemeinde Guntersblum) era una comunità amministrativa della Renania-Palatinato, in Germania.
Faceva parte del circondario di Magonza-Bingen.
A partire dal 1º gennaio 2014 è stata unita alla comunità amministrativa di Nierstein-Oppenheim per costituire la nuova comunità amministrativa Rhein-Selz.

## Suddivisione
Comprendeva 9 comuni:
1. Dolgesheim
2. Dorn-Dürkheim
3. Eimsheim
4. Guntersblum
5. Hillesheim
6. Ludwigshöhe
7. Uelversheim
8. Weinolsheim
9. Wintersheim

Il capoluogo era Guntersblum.